# Zsigmond Kemény

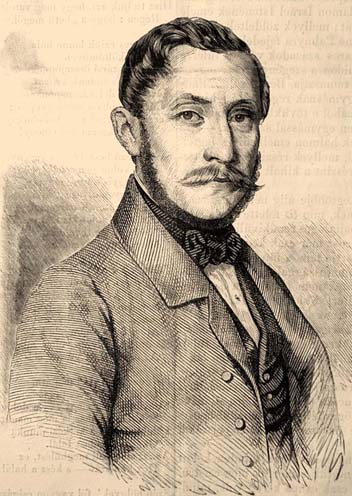
Zsigmond Kemény.

Zsigmond Kemény, född 12 juni 1816 i Alvinc, död 22 december 1875 i Pusztakamarás, var en ungersk baron, författare och publicist.
Kemény ägnade sig tidigt åt litterära sysselsättningar och vann stor uppmärksamhet som politisk skriftställare med pamfletten Korteskedés és ellenszerei (Röstvärvningen och medlen däremot, 1842). Som medredaktör i "Pesti Hirlap" förde han 1848 ivrigt revolutionens talan och deltog som deputerad i lantdagarna i Debrecen och Szeged ända till frihetskrigets slut.
I två pamfletter, Forradalom után (Efter revolutionen, 1850) och Még egy szó a forradalom után (Ännu ett ord efter revolutionen, 1851), grep Kemény sedan till ordet för en försoning med Österrike på de grunder, som Ferenc Deák sedan förde till seger, och som redaktör för "Pesti Napló", det ledande organet för dennes parti, inlade han under lång tid stora förtjänster.
För sina psykologiskt analyserande romaner valde Kemény ämnena ur Transsylvaniens historia. Den första av dem var Gyulai Pál (1847). Mest kända är Rajongók (Svärmarna, 1858–59) och Zord idő (Dyster tid, 1862) samt Férj és nő (Man och hustru, 1852).